# Pavliv, Radehiv
Pavliv (în ucraineană Павлів) este o comună în raionul Radehiv, regiunea Liov, Ucraina, formată numai din satul de reședință.

## Demografie
Componența lingvistică a comunei Pavliv
     Ucraineană (99,35%)
     Alte limbi (0,54%)
Conform recensământului din 2001, majoritatea populației comunei Pavliv era vorbitoare de ucraineană (99,35%), existând în minoritate și vorbitori de alte limbi.